# Joe Torres
Joe Torres is een Amerikaans acteur, die een rol had in de serie Hey Dude van Nickelodeon van 1989 tot 1991 als de indiaan Danny Lightfoot. Hij speelde in 62 afleveringen. In 1991 was hij genomineerd bij de Young Artist Award, voor zijn optreden in Hey Dude.